# Sierra Leone a 2013-as úszó-világbajnokságon
Sierra Leone két úszóval vett részt a 2013-as úszó-világbajnokságon, akik négy versenyszámban indultak.

## Úszás
Férfi
| Versenyző    | Verseny                  | Selejtező | Selejtező | Elődöntő          | Elődöntő          | Döntő             | Döntő             |
| Versenyző    | Verseny                  | Idő       | Helyezés  | Idő               | Helyezés          | Idő               | Helyezés          |
| ------------ | ------------------------ | --------- | --------- | ----------------- | ----------------- | ----------------- | ----------------- |
| Sahr James   | 50 méteres hátúszás      | 37.36     | 51        | Nem jutott tovább | Nem jutott tovább | Nem jutott tovább | Nem jutott tovább |
| Sahr James   | 50 méteres mellúszás     | 37.26     | 78        | Nem jutott tovább | Nem jutott tovább | Nem jutott tovább | Nem jutott tovább |
| Osman Kamara | 50 méteres gyorsúszás    | 28.30     | 91        | Nem jutott tovább | Nem jutott tovább | Nem jutott tovább | Nem jutott tovább |
| Osman Kamara | 50 méteres pillangóúszás | 35.66     | 77        | Nem jutott tovább | Nem jutott tovább | Nem jutott tovább | Nem jutott tovább |